# Гомофония

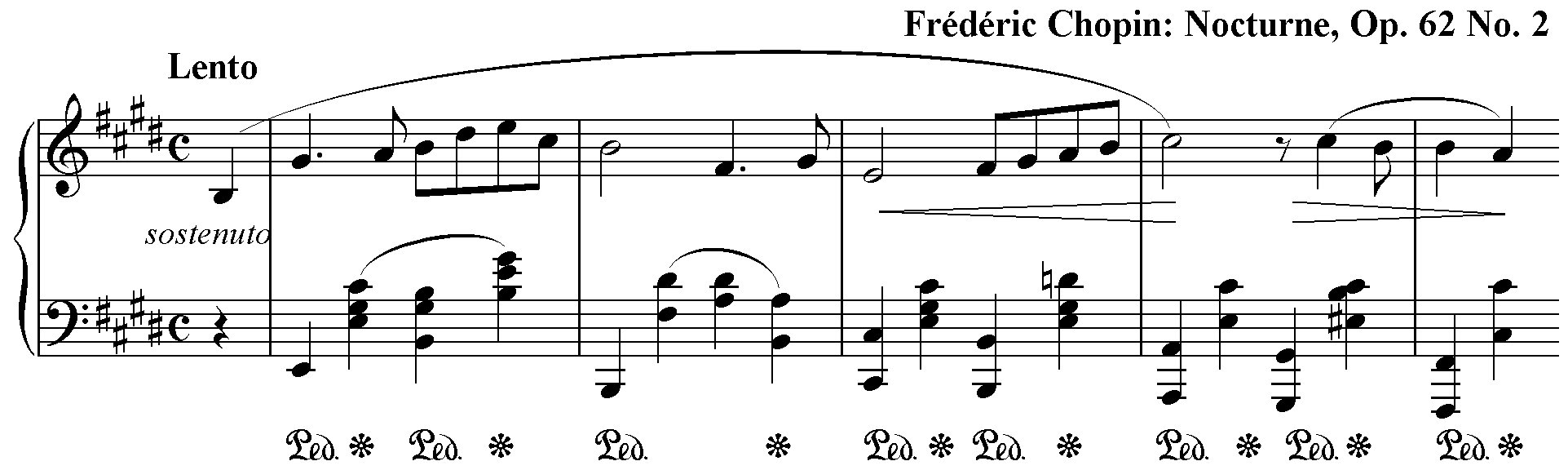
Гомофония (гомофонно-гармонический склад) в «Ноктюрне» № 18 Фредерика Шопена Ми мажор, ор.62 № 2. Левая рука аккомпанирует мелодии, исполняемой правой рукой. Слушайте звуковой пример в формате MIDI: Первые такты «Ноктюрна».

Гомофо́ния, редко гомофони́я (от др.-греч. ὁμοφωνία — «однозвучие», «подобозвучие», от др.-греч. ὁμός «одинаковый», «один и тот же» и др.-греч. φωνή «звук»; англ. homophony, нем. Homophonie) в наиболее распространённом значении — склад многоголосия (упрощённо: мелодия с аккомпанементом), присущий композиторской музыке Европы в XVII—XIX вв.

## Гомофония (тип склада)
Гомофонным (устар. «гомофонно-гармоническим») называют склад многоголосной музыки, в котором обычно выделяются три разных по значению пласта фактуры: мелодия (тесситурно, а также, как правило, темброво обособленный пласт фактуры, несущий «музыкальную мысль» целого), аккомпанемент (может быть структурирован многообразно, в простейшем случае — аккордовый) и бас. Иными словами, «нормальная структура гомофонного склада состоит из трех планов: мелодия, средние голоса и бас». Помимо такого (нормативного) строения гомофонной музыки фактура немелодических голосов может быть организована чрезвычайно изобретательно и разнообразно. Гомофонное сочинение может быть выдержано в моноритмической фактуре (как в четырёхголосии протестантских хоралов и гимнов аккордовыми «столбами»). В аккомпанементе мелодии могут присутствовать облигатные мелодические голоса, соперничающие по своему значению с главной мелодией, в аккомпанемент могут быть включены элементы имитационной полифонии (как это часто случается, например, в музыке барокко) и т. д.
В русской музыкальной науке гомофонный склад прежде именовали также «гомофонно-гармоническим», что представляет собой некоторый плеоназм, поскольку гармония как категория музыки логически не противопоставляется полифонии. Смысловым панданом к гомофонии является не гармония, а полифония (склад многоголосия, в котором тесситурные и музыкально-логические функции каждого в отдельности голоса тождественны). Гомофонный склад, доминировавший в профессиональной музыке Европы XVII—XIX веков (при сохраняющемся композиционно-техническом и художественном значении полифонии), рассматривается как важная предпосылка гармонической тональности.

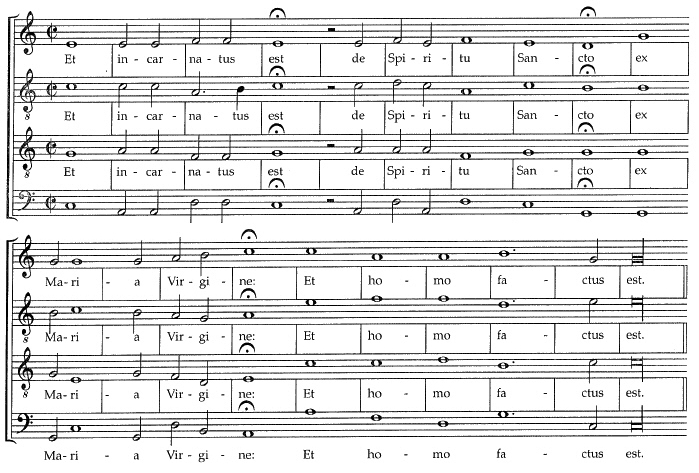
Жоскен Депре. Месса «Pange lingua» (фрагмент)

## Гомофония (вид фактуры)
Описывая так называемую старинную музыку (например, многоголосие XV—XVI веков), «гомофонией» также называют моноритмическую (у англоязычных homorhythmic, «гоморитмическая») фактуру, то есть такую, в которой каждый голос многоголосного целого движется в одном и том же или весьма подобном ритме. Техника старинной гомофонии в оригинальных трактатах называлась contrapunctus simplex. Образцы моноритмического многоголосия — вокальные жанры средневековой и ренессансной музыки с силлабическим распевом текста: многоголосные обработки гимнов, (многоголосный) кондукт, английский, французский, особенно итальянский виды фобурдона (fauxbourdon, falsobordone), многоголосные итальянские песни XVI века (канцонетта, баллетто и др.), испанский романс того же времени, в эпоху барокко — четырёхголосные обработки лютеранских церковных песен, в России часто называемые протестантским хоралом. Яркий пример старинной гомофонии — раздел «Et incarnatus est» из Кредо мессы Жоскена Депре «Pange lingua» (см. нотную иллюстрацию).
В анализах старомодальной гармонии всякую гомофонную фактуру из трёх и более голосов зачастую недифференцированно обозначают как «аккордовую», что́ верно лишь для тех случаев, когда звуковысотный контекст выявляет логику сопряжения основных тонов созвучий (как в классико-романтической гармонии). Во многих примерах старинной полифонической музыки (особенно в эпоху Средних веков), где мыслимые как интервальные комплексы конкорды сопрягаются по правилам простого контрапункта, вернее говорить не об аккордовой, а о моноритмической фактуре.

## Другие значения
В древнегреческой гармонике (у Птолемея) гомофонами назывались октава и двойная октава (ὁμό — из-за тождественности модальных функций нижнего и верхнего звуков в этих интервалах), в позднейшей латинской науке к гомофонам отнесли также унисон (лат. unisonus).